# Курт Пинтус
Курт Пинтус (на немски: Kurt Pinthus) е германски писател, журналист и публицист, свързан с литературния експресионизъм.

## Биография
Курт Пинтус е роден на 29 април 1886 г. в Ерфурт, Тюрингия. В родния си град завършва гимназия, след което следва литературознание, философия и история в университети във Фрайбург, Берлин, Женева и Лайпциг. През 1910 г. става доктор по философия.
Като посредник и предшественик на литературния експресионизъм в Германия Курт Пинтус е в трайна връзка с писатели като Йоханес Р. Бехер, Готфрид Бен, Макс Брод, Теодор Дойблер, Алберт Еренщан, Валтер Хазенклевер, Курт Хилер, Франц Кафка, Франц Верфел и Паул Цех.
Пинтус е литературен съветник и редактор в значими германски издателства и с това помага на мнозина писатели-еспресионисти да публикуват творбите си.
След Първата световна война е член на войнишки съвет по време на Германската революция.
През 1919/1920 г. публикува прочутата си поетичeска антология „Залезът на човечеството“, която се превръща в литературен форум на младите поети, гравитиращи около експресионистичните списания „Дер Щурм“ и „Ди Акцион“.
В началото на 1920-те години Пинтус е драматург в театъра на Макс Райнхард в Берлин. След това работи като журналист в германски и чуждестранни вестници и списания. Между 1925 и 1933 г. е радиоговорител и член на литературната комисия при Радио Берлин. През 1933 г. произведенията на Курт Пинтус са забранени от националсоциалистическия режим.
През 1937 г. писателят бяга в САЩ. От 1938 до 1940 г. е доцент в New School for Social Research в Ню Йорк, а от 1941 до 1947 г. е научен консултант на театралната колекция в Конгресната библиотека във Вашингтон. От 1947 до 1961 г. Пинтус преподава история на театъра в Колумбийския университет в Ню Йорк.
След 1957 г. писателят често пътува за Европа, а през 1967 г. решава да се завърне в Германия. В университетския град Марбах на Некар, където прекарва последните си години, Пинтус сътрудничи на Немския литературен архив към Шилеровия национален музей. Там се съхранвява и неговото литературно наследство.